# Let's Hide Away and Dance Away with Freddy King
| Recensione | Giudizio |
| ---------- | -------- |
| AllMusic   |          |

Let's Hide Away and Dance Away with Freddy King è il secondo album del cantante e chitarrista statunitense Freddie King, pubblicato nel 1961 da Sonlo-BMI.

## Tracce
Musiche di King e Thompson.
Lato 1
1. Hide Away - 2:43
2. Butterscotch - 3:04
3. Sen-Sa-Shun - 2:54
4. Side Tracked - 3:07
5. The Stumble - 3:14
6. Wash Out - 2:38

Lato 2
1. San-Ho-Zay - 2:40
2. Just Pickin' - 2:24
3. Heads Up - 2:30
4. In the Open - 2:50
5. Out Front - 2:35
6. Swooshy - 2:20

## Formazione
- Freddie King - chitarra
- Fred Jordan - chitarra elettrica e ritmica
- Willis Williams - basso
- Gene Reid - sassofono
- Clifford Scott - sassofono
- Sonny Thompson - pianoforte
- Phillip Paul - batteria